# Brodnicki
Brodnicki là một huyện thuộc tỉnh Kujawsko-Pomorskie của Ba Lan. Huyện có diện tích 1040 km². Đến ngày 1 tháng 1 năm 2011, dân số của huyện là 75831 người và mật độ 73 người/km².